# Marteleiro
Marteleiro (nome científico: Sphyrna tudes), também conhecido popularmente como tubarão-chapéu-armado, cação-chapéu-armado, campeva, cambeva, cambeba ou cambeja, é uma pequena espécie de tubarão-martelo da família dos esfirnídeos (Sphyrnidae). Era historicamente comum nas águas costeiras rasas do oeste do Oceano Atlântico, da Venezuela ao Uruguai. Prefere habitats lamacentos com pouca visibilidade, refletida por seus olhos relativamente pequenos. Os machos e jovens adultos vivem em cardumes e geralmente encontrados separados das fêmeas adultas solitárias. Normalmente atingindo 1.2–1.3 metro (3.9–4.3 pés) de comprimento, tem cor dourada única e brilhante em sua cabeça, lados e barbatanas, o que só foi documentado cientificamente nos anos 1980. Como em todos os tubarões-martelo, sua cabeça é achatada e lateralmente expandida numa estrutura em forma de martelo chamada de cefalofólio, que nesta espécie é larga e comprida com uma margem frontal arqueada com reentrâncias central e lateral.
Os pigmentos amarelo-alaranjados do marteleiro parecem ter sido adquiridos do camarão-de-sete-barbas (Xiphopenaeus kroyeri), seu principal alimento, e dos ariídeos e seus ovos, o principal alimento dos adultos. A cor dourada pode servir para escondê-lo de predadores, como os tubarões maiores. Esta espécie é vivípara, com os embriões em desenvolvimento sustentados por uma conexão placentária formada a partir do saco vitelino. As fêmeas têm ninhadas de cinco a dezenove filhotes por ano, após um período de gestação de dez meses. A sazonalidade reprodutiva, o tamanho da ninhada e o tamanho a atingir a maturidade sexual variam entre as regiões geográficas. Devido a sua abundância, o marteleiro é uma captura acessória economicamente importante da pesca artesanal com redes de emalhar em toda sua extensão, e é usado como alimento. Nos últimos anos, a pesca excessiva causou uma queda acentuada em seu número ao largo de Trindade, norte do Brasil, e provavelmente em outros lugares. Juntamente com sua baixa taxa reprodutiva, isto levou a União Internacional para a Conservação da Natureza (UICN / IUCN) a listá-lo como espécie em perigo crítico ameaçada em 2020.

## Etimologia
O nome vernáculo cação provavelmente foi construído com a aglutinação do verbo caçar e o sufixo -ão de agente. Foi registrado pela primeira vez no século XIII como caçon, e depois em 1376 como caçom e 1440 como caçõoes. Tubarão, por sua vez, tem origem obscura, mas pode derivar de alguma das línguas nativas do Caribe. Seu registro mais antigo ocorre em 1500, como tubaram, na Carta de Pero Vaz de Caminha, e então como tuberão, em 1721. Por fim, cambeva (e suas variantes campeva, cambeba ou cambeja) deriva do tupi a'kanga, "cabeça", e + pewa, "chato, plano, liso".

## Taxonomia e filogenia
Embora o marteleiro seja uma das espécies de tubarão mais fáceis de identificar e difira significativamente de todos os outros tubarão-martelo, houve incertezas e revisões em sua atribuição taxonômica no passado. Seu nome científico não foi esclarecido de forma decisiva até hoje. A primeira descrição científica foi em 1822 pelo zoólogo francês Achille Valenciennes como Zygaena tudes na revista Memoires du Museum National d'Histoire Naturelle ; o epíteto tudes vem do latim e significa "martelo". Valenciennes referiu-se a três indivíduos em sua descrição: um tubarão de Nice (França), um de Caiena, na Guiana Francesa, e um da costa de Coromandel, na Índia. Por mais de dois séculos, os taxonomistas assumiram que a descrição se referia ao tubarão-martelo-panã (Sphyrna mokarran), tornando-se assim conhecido como Zygaena (mais tarde Sphyrna) tudes, O marteleiro foi cientificamente chamado de Sphyrna bigelowi, descrito pela primeira vez por Stewart Springer numa edição do Journal of the Washington Academy of Sciences de 1944.
Em 1950, Enrico Tortonese determinou que nem o espécime de Nice nem o indivíduo de Caiena eram tubarões-martelo-panã, mas pertenciam à espécie então conhecida como S. bigelow ; o espécime da Índia havia entretanto sido perdido, de modo que não era mais possível determinar a espécie. Carter Gilbert, em sua revisão de 1967 dos tubarões-martelo, ecoou a posição de Tortonese, apontando que o tubarão perdido da Índia era provavelmente um tubarão-martelo-panã, enquanto nenhum dos indivíduos existentes eram desta espécie. Sphyrna tudes tornou-se o nome científico oficial do marteleiro, enquanto S. bigelowi foi arquivado como um sinônimo descrito posteriormente; o tubarão-martelo-panã então recebeu o nome científico de Sphyrna mokarran. Gilbert nomeou o espécime Nice como o lectótipo pelo qual identificar S. tudes, dando-lhe prioridade sobre o espécime de Caiena.
Em 1981, os dois espécimes-tipo foram reexaminados por Jean Cadenat e Jacques Blache. Eles determinaram que o espécime de Nice na verdade não era um marteleiro, mas um jovem da então reconhecida espécie "tubarão-martelo-de-barbatana-branca" (S. couardi), agora sinônimo do tubarão-martelo-recortado (S. lewini). Isso explica a localização incomum do tubarão na costa francesa, já que, de acordo com o conhecimento atual, o marteleiro só pode ser encontrado nas águas costeiras sulamericanas. Com base nas regras da nomenclatura binomial, esta descoberta exigiria que Sphyra tudes fosse o nome oficial para o tubarão-martelo-de-barbatana-branca em vez de S. couardi, enquanto o marteleiro seria novamente referido como Sphyrna bigelowi. No entanto, devido à história da taxonomia, os taxonomistas até agora se abstiveram de mudar o nome novamente e mantiveram S. tudes como o nome. Esta solução exigiria uma decisão oficial da Código Internacional de Nomenclatura Zoológica (ICZN), que deveria rejeitar a posição do espécime de Nice como lectótipo e transferi-lo ao espécime de Caiena; no entanto, uma petição correspondente ainda não foi apresentada.
Até o primeiro estudo detalhado do marteleiro ser realizado em 1985-86 por José Castro, da Universidade Clemson, à Organização das Nações Unidas para Agricultura e Alimentação (FAO), sua distinta coloração dourada era desconhecida da ciência. A cor desbota após a morte e os pigmentos se infiltram no conservante, resultando no "castanho amarelado" dos espécimes do museu sendo considerado um artefato de preservação. Os nomes "martelo-amarelo" ou "martelo-dourado" são usados por pescadores em Trindade para este tubarão, e o último foi promovido para uso mais amplo por Castro. Outro nome comum para esta espécie é o tubarão-curry. Análises filogenéticas baseadas em DNA nuclear e mitocondrial descobriram que os tubarões-martelos com os menores cefalofólios são os membros mais derivados de sua linhagem. O parente mais próximo do marteleiro parece ser campeva (S. media), e os dois, por sua vez, formam um clado com o par de espécies irmãs de S. corona e do tubarão-de-pala (S. tiburo).

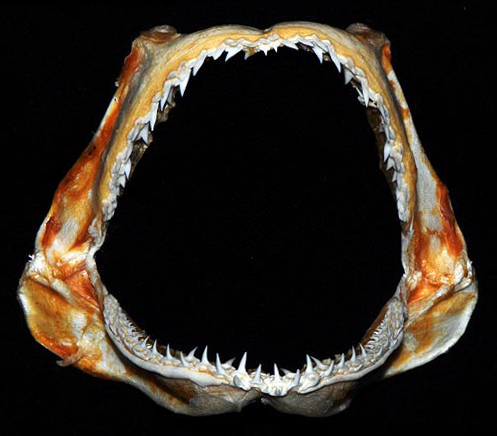
Mandíbulas

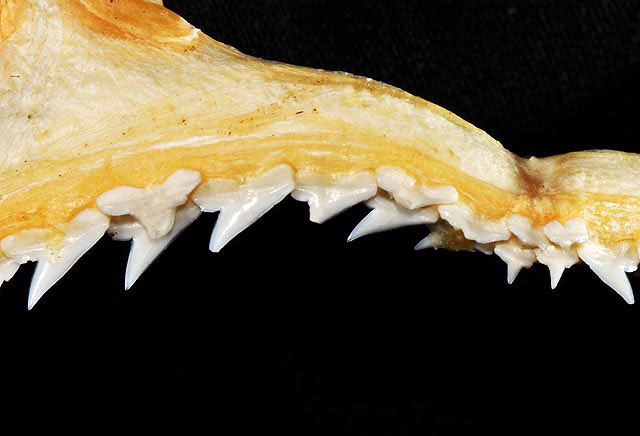
Dentes superiores

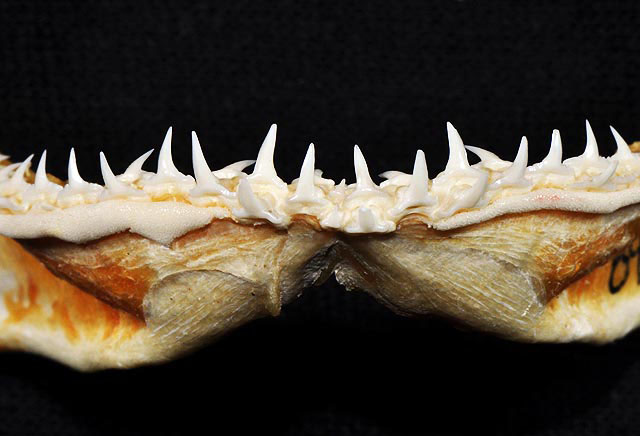
Dentes inferiores

## Características
O marteleiro é uma das menores espécies dentro da família do tubarão-martelo, com comprimento máximo de corpo entre 1,22 a 1,50 metro, embora atinja normalmente entre 1,2 a 1,3 metro e pese cerca de nove quilos. O corpo é aerodinâmico e relativamente esguio. A cabeça ou cefalofólio é muito alargada e em forma de martelo, atingindo uma largura entre 28 e 32% do comprimento total do tubarão. A frente é arqueada com recortes notáveis no meio e em ambas as extremidades da cabeça.
Nos juvenis, o cefalofólio é mais largo e curvo, com recortes mais fracos, do que nos tubarões adultos. A característica mais marcante deste tubarão-martelo é a sua coloração amarelada: o dorso e as barbatanas dorsais são cinzentos a cinzento-amarelado, enquanto as bordas do cefalofólio, flancos, barbatanas ventrais, peitorais, ventrais e anais são amarelo claro a laranja com um tom metálico e iridescente. Os tubarões recém-nascidos são cinzentos na parte superior, com a primeira barbatana dorsal e caudal superior mais escuras e o ventre esbranquiçado. Com um comprimento de corpo de cerca de 45 centímetros, adquirem cor amarelo claro na parte inferior, que escurece para um laranja de cerca de 50 centímetros. Tubarões entre 55 e 70 centímetros de comprimento têm a intensidade mais forte com coloração dourada, e isso diminui novamente com a maturidade sexual. Em indivíduos mortos, a coloração desaparece muito rapidamente.
Os olhos, que ficam nas duas extremidades laterais do cefalofólio, são menores em comparação com os olhos de todas as outras espécies de tubarão-martelo e possuem também uma membrana nictitante para proteção. As narinas estão diretamente a frente dos olhos e têm sulco distinto que se estende até o centro do cefalofólio. A boca é altamente curvada e contém 15 a 16 dentes de cada lado na mandíbula superior e 15 a 17 dentes de cada lado na mandíbula inferior. Os dentes são triangulares com uma ponta estreita e lisos a ligeiramente serrilhados. Eles são angulados e oblíquos na mandíbula superior, e retos na mandíbula inferior.
Como todas as espécies da família, este tubarão-martelo tem cinco fendas branquiais e não possui um orifício de sucção. A primeira barbatana dorsal é grande e ligeiramente curvada e falciforme (forma de foice) e insere-se acima da fixação da barbatana peitoral. A segunda barbatana dorsal é significativamente menor, mas relativamente grande em comparação com outras espécies, e tem borda posterior côncava. As nadadeiras pélvicas têm borda de fuga quase reta e a nadadeira anal é maior e mais longa que a segunda nadadeira dorsal. A barbatana caudal assimétrica tem lobo inferior distinto e grande lobo superior com pequeno lobo terminal. As escamas placoides são ovais com cinco quilhas horizontais terminando em pequenos dentículos.

## Distribuição
O alcance do marteleiro se estende ao longo da costa atlântica subtropical da América do Sul, do Uruguai à Venezuela, com o tubarão aparecendo apenas raramente a oeste do delta do Rio Orinoco, a sudeste de Trindade. Também há avistamentos não confirmados das áreas costeiras do México, do Panamá e da Flórida. Os avistamentos em outras áreas marinhas podem ser considerados errôneos, resultantes da confusão e da complicada história taxonômica da atribuição de espécies. É um dos tubarões mais comuns dentro de sua distribuição.
A espécie habita áreas costeiras escuras em profundidades de cinco a 40 metros acima de solo lamacento. Ao fazer isso, forma agregados separados por gênero e idade; recém-nascidos e jovens com menos de 40 centímetros de comprimento são encontrados nas zonas de águas rasas e migram para áreas mais profundas com o aumento da idade. Fêmeas sexualmente maduras são encontradas principalmente em profundidades de nove a 18 metros, enquanto juvenis maiores e machos maduros vivem em profundidades de 27 a 36 metros. A espécie também tolera água salobra e requer uma salinidade de 20 a 34 ppt.

## Modo de vida
A distribuição do marteleiro se sobrepõe à de outras quatro espécies de tubarão-martelo: as duas espécies pequenas, o Sphyrna media e o tubarão-de-pala, e as espécies maiores, o tubarão-martelo recortado e tubarão-martelo-panã. Devido aos seus diferentes estilos de vida, habitats e especializações alimentares, quase não há competição entre essas espécies. O marteleiro é a espécie dominante nas áreas costeiras rasas e lamacentas, onde a alta turbidez limita severamente o campo de visão e outros sentidos vêm à tona; consequentemente, os olhos, que são significativamente reduzidos em tamanho, desempenham apenas um papel secundário. Machos sexualmente maduros e juvenis de ambos os sexos formam cardumes de tamanho igual, esses grupos não desempenham nenhum papel na reprodução ou migração. As fêmeas sexualmente maduras tendem a ser solitárias.
Os predadores do marteleiro são principalmente tubarões maiores, como o tubarão-cabeça-chata (Carcharhinus leucas), enquanto os juvenis também são predados por peixes ósseos maiores. A coloração amarela dos tubarões pode servir de camuflagem na água turva. Um parasita conhecido do marteleiro é o verme monogenético Erpocotyle schmitti, e o tubarão pode servir como hospedeiro para ectoparasitas e copépodes comuns, como Echthrogaleus coleoptratus, Pandarus saturus e P. cranchii.

### Nutrição
Os jovens peixes-martelo com comprimento corporal inferior a 67 centímetros alimentam-se principalmente de peneídeos (Penaeidae), em particular da espécie Xiphopenaeus kroyeri. Os tubarões maiores capturam peixes ósseos, principalmente ariídeos (Ariidae) e também levam suas ovas, já que estes são criadores de boca. Tanto o camarão quanto o revestimento viscoso do peixe e os ovos dos ariídeos contêm grandes quantidades de carotenoides, que são provavelmente a razão da forte coloração amarelo a laranja dos tubarões; não está claro se a coloração do bagre também se deve ao camarão. Em 1996, foi mostrado que os carotenoides são 98% α- e β-, enquanto as xantofilas não estão incluídas. Mustelus higmani, que vive nestes habitats e se alimenta de camarões rico em carotenoides, tem cor amarelada, mas esta cor não atinge a intensidade do marteleiro. Além disso, o marteleiro captura portunídeos (Portunidae), cefalópodes e corvinas.

### Reprodução e desenvolvimento
Como todos os tubarões-martelo, esta espécie é vivípara (ovovivípara), com os filhotes não nascidos sendo alimentados através de uma placenta de saco vitelino. Após o esgotamento do vitelo, o saco vitelínico é transformado em placenta, que é análoga à dos mamíferos e, no decorrer do desenvolvimento, garante a nutrição por meio da corrente sanguínea materna. As fêmeas têm apenas um ovário desenvolvido, mas dois úteros. Devido ao fato de que a ovulação também é possível durante o período de gestação, podem carregar e dar à luz filhotes todos os anos.
O número de filhotes e o desenvolvimento do marteleiro variam de acordo com a região. Ao largo de Trindade, a reprodução ocorre durante um ciclo anual fixo, com o acasalamento ocorrendo de agosto a setembro e dando à luz os filhotes no final de maio a junho do ano seguinte. A fêmea carrega entre cinco e doze animais jovens durante um período de dez meses, usando as áreas de águas rasas ricas em alimento das baías como áreas de nascimento e criação. Os tubarões recém-nascidos têm cerca de 30 centímetros de tamanho, os machos atingem a maturidade sexual com cerca de 80 centímetros e as fêmeas com cerca de 90 centímetros. Em contraste, os tubarões da costa do estado brasileiro do Maranhão são significativamente maiores, com os machos atingindo a maturidade sexual em cerca de 92 centímetros e as fêmeas em cerca de 101 centímetros. Como o número de tubarões juvenis aumenta com o tamanho das fêmeas, e tubarões maranhenses foram documentados com até 19 juvenis. Aqui também não existem ciclos sazonais: as fêmeas grávidas foram encontradas de junho a outubro e janeiro a abril, os machos prontos para copular aparecem de maio a novembro e março.

## Relação com humanos
Esses pequenos tubarões são tímidos quando encontram pessoas e são inofensivos devido ao seu pequeno tamanho. São capturados em toda a sua área de distribuição como capturas acessórias na pesca costeira e comercializados como alimento. Na zona costeira de Trindade, Guiana e Brasil estão entre os tubarões mais comumente capturados desta forma, sendo encontrados tubarões de todas as idades nas redes de pesca devido ao formato de suas cabeças; outros indivíduos são capturados em linhas ou com redes terrestres.
A União Internacional para a Conservação da Natureza (UICN / IUCN) classificou este tubarão como criticamente em perigo em 2020, uma vez que está sujeita a intensa pressão pesqueira, muitas vezes sem manejo, por meio de técnicas que vão desde redes de arrasto de praia até arrasto, e é incapaz de repor esta coleta. Evidências anedóticas sugerem que as capturas de tubarão-martelo diminuíram significativamente em Trindade e no norte do Brasil, o que provavelmente indica tendências populacionais no restante de sua distribuição. É protegido federalmente no Brasil e na Colômbia. Está listado no apêndice II da Convenção sobre o Comércio Internacional das Espécies Silvestres Ameaçadas de Extinção (CITES).
No Brasil, em especial, a espécie figura em várias listas de conservação: em 2007, foi classificado como vulnerável na Lista de espécies de flora e fauna ameaçadas de extinção do Estado do Pará; em 2014, como em perigo no Livro Vermelho da Fauna Ameaçada de Extinção no Estado de São Paulo; como criticamente em perigo na Lista Oficial das Espécies da Fauna Ameaçadas de Extinção do Estado da Bahia; em 2018, como criticamente em perigo no Livro Vermelho da Fauna Brasileira Ameaçada de Extinção do Instituto Chico Mendes de Conservação da Biodiversidade (ICMBio); e como criticamente em perigo no anexo três (peixes) da Lista Oficial da Fauna Brasileira Ameaçada de Extinção da Portaria MMA Nº 148, de 7 de junho de 2022
1. 1 2 3 4 5 6  Pollom, R.; Barreto, R.; Charvet, P.; Chiaramonte, G.E.; Cuevas, J.M.; Faria, V.; Herman, K.; Lasso-Alcalá, O.; Marcante, F.; Mejía-Falla, P.A.; Montealegre-Quijano, S.; Motta, F.; Navia, A.F.; Nunes, J.; Paesch, L.; Rincon, G. (2020). «Sphyrna tudes». Lista Vermelha de Espécies Ameaçadas. 2020: e.T60202A3091946. doi:10.2305/IUCN.UK.2020-3.RLTS.T60202A3091946.en. Consultado em 19 de novembro de 2021
2. ↑  Grande Dicionário Houaiss, verbete chapéu-armado
3. ↑  «Species: Sphyrna tudes, Golden hammerhead, Golden hammerhead shark, Smalleye hammerhead». Smithsonian Tropical Research Institute. 2023. Consultado em 14 de abril de 2023. Cópia arquivada em 14 de abril de 2023
4. ↑  Grande Dicionário Houaiss, verbete cação
5. ↑  Grande Dicionário Houaiss, verbete tubarão
6. ↑  Grande Dicionário Houaiss, verbete cambeva
7. 1 2 3 4 5 6 7 8 9 10 11 12  Castro, J. I. (1989). «The biology of the golden hammerhead, Sphyrna tudes, off Trinidad». Environmental Biology of Fishes. 24 (1): 3–11. doi:10.1007/BF00001605
8. ↑  Valenciennes, A. (1822). «Sur le sous-genre Marteau, Zygaena». Mémoires du Muséum National d'Histoire Naturelle. 9: 222–228
9. 1 2 3 4 5 6 7  Compagno, L. J. V. (1984). Sharks of the World: An Annotated and Illustrated Catalogue of Shark Species Known to Date. Roma: Organização das Nações Unidas para a Alimentação e a Agricultura (FAO). pp. 551–553
10. ↑  Springer, S. (1944). «Sphyrna bigelowi, a new hammerhead shark from off the Atlantic coast of South America, with notes on Sphyrna mokarran from New South Wales». Journal of the Washington Academy of Sciences. 34 (8): 274–276. Cópia arquivada em 16 de dezembro de 2022
11. ↑  Tortonese, E. (1950). «A note on the hammerhead shark, Sphyrna tudes Val. after a study of the types». Annals and Magazine of Natural History. 3 (36): 1030–1033. doi:10.1080/00222935008654116
12. ↑  Gilbert, C. R. (1967). «A revision of the hammerhead sharks (family Sphyrnidae)». Proceedings of the United States National Museum. 119 (3539): 1–88. doi:10.5479/si.00963801.119-3539.1
13. 1 2  Lim, D. D.; Motta, P.; Mara, K.; Martin, A. P. (2010). «Phylogeny of hammerhead sharks (Family Sphyrnidae) inferred from mitochondrial and nuclear genes». Molecular Phylogenetics and Evolution. 55 (2): 572–579. PMID 20138218. doi:10.1016/j.ympev.2010.01.037
14. ↑  Cadenat, J.; Blache, J. (1981). Requins de Méditerranée et d'Atlantique (PDF). Paris: Editions de l'Office de la recherche scientifique et technique outre-mer. pp. 298–300. ISBN 2-7099-0576-0. Cópia arquivada (PDF) em 20 de janeiro de 2020
15. 1 2 3  Martin, R. A. (4 de agosto de 1998). «In Search of the Golden Hammerhead». ReefQuest Centre for Shark Research. Consultado em 16 de abril de 2023. Cópia arquivada em 14 de abril de 2023
16. ↑  Froese, Rainer; Pauly, Daniel (eds.) (2008). "Sphyrna tudes" em FishBase. Versão Janeiro 2008.
17. ↑  Compagno, Leonard; Dando, Marc; Fowler, Sarah (2005). Sharks of the World. Princeton: Imprensa da Universidade de Princeton. pp. 324–325. ISBN 0-691-12072-2
18. 1 2  Ferrari, A.; A. Ferrari (2002). Sharks. Búfalo, Nova Iorque: Firefly Books. p. 192. ISBN 1-55209-629-7
19. 1 2  McEachran, J. D.; Fechhelm, J. D. (1998). Fishes of the Gulf of Mexico: Myxiniformes to Gasterosteiformes. Austin: Imprensa da Universidade do Texas. p. 96. ISBN 0-292-75206-7
20. ↑  Maddalena, Alessandro de; Bänsch, Harald (2005). Haie im Mittelmeer. Estugarda: Franckh-Kosmos. pp. 219–220. ISBN 3-440-10458-3
21. 1 2 3 4  Gallagher, E. «Biological Profiles: Smalleye Hammerhead». Departamento de Ictiologia do Museu de História Natural da Flórida. Cópia arquivada em 3 de novembro de 2019
22. 1 2  Lessa, R.; Menni, R. C.; Lucena, F. (setembro de 1998). «Biological observations on Sphyrna lewini and S. tudes (Chondrichthyes, Sphyrnidae) from northern Brazil». Vie et Milieu. 48 (3): 203–213
23. 1 2  Léopold, M. (2004). Poissons de mer de Guyane. Versalhes: Editions Quae. pp. 32–33. ISBN 2-84433-135-1
24. ↑  Belleville, B. (2004). Sunken Cities, Sacred Cenotes & Golden Sharks: Travels of a Water-Bound Adventurer. Atenas, Geórgia: Imprensa da Universidade de Geórgia. pp. 168–176. ISBN 0-8203-2592-9
25. ↑  Suriano, D. M.; Labriola, J. B. (janeiro de 1998). «Erpocotyle VanBeneden et Hesse, 1863 (Monogenea, Hexabothriidae), parasite of carcharhiniform fishes from the southwestern Atlantic Ocean, with the description of E. schmitti sp. n». Acta Parasitologica. 43 (1): 4–10
26. ↑  Bodine, A. B.; Castro, J. I.; Wyffels, J. T.; Shafer, G. J.; Rodgers, R. S. «Isolation, and characterization of carotenoid pigments from the Golden hammerhead, Sphyrna tudes». American Elasmobranch Society 12th Annual Meeting, 13. bis 19. Juni 1996 in New Orleans, Louisiana. Cópia arquivada em 26 de julho de 2011
27. ↑  «CITES listings». Consultado em 13 de abril de 2023. Cópia arquivada em 15 de março de 2023
28. ↑  Extinção Zero. Está é a nossa meta (PDF). Belém: Conservação Internacional - Brasil; Museu Paraense Emílio Goeldi; Secretaria do Estado de Meio Ambiente, Governo do Estado do Pará. 2007. Consultado em 2 de maio de 2022. Cópia arquivada (PDF) em 2 de maio de 2022
29. ↑  Bressan, Paulo Magalhães; Kierulff, Maria Cecília Martins; Sugleda, Angélica Midori (2009). Fauna Ameaçada de Extinção no Estado de São Paulo - Vertebrados (PDF). São Paulo: Governo do Estado de São Paulo, Secretaria de Infraestrutura e Meio Ambiente do Estado de São Paulo (SIMA - SP), Fundação Parque Zoológico de São Paulo. Consultado em 2 de maio de 2022. Cópia arquivada (PDF) em 25 de janeiro de 2022
30. ↑  «Lista Oficial das Espécies da Fauna Ameaçadas de Extinção do Estado da Bahia.» (PDF). Secretaria do Meio Ambiente. Agosto de 2017. Consultado em 1 de maio de 2022. Cópia arquivada (PDF) em 2 de abril de 2022
31. ↑  «Livro Vermelho da Fauna Brasileira Ameaçada de Extinção» (PDF). Brasília: Instituto Chico Mendes de Conservação da Biodiversidade (ICMBio), Ministério do Meio Ambiente. 2018. Consultado em 3 de maio de 2022. Cópia arquivada (PDF) em 3 de maio de 2018
32. ↑  «Portaria MMA N.º 148, de 7 de junho de 2022» (PDF). Instituto Chico Mendes de Conservação da Biodiversidade (ICMBio), Ministério do Meio Ambiente (MMA). Consultado em 14 de abril de 2023. Cópia arquivada (PDF) em 1 de março de 2023
33. ↑  «Sphyrna tudes (Valenciennes, 1822)». Sistema de Informação sobre a Biodiversidade Brasileira (SiBBr). Consultado em 15 de abril de 2023. Cópia arquivada em 15 de abril de 2023